# 료난정
료난정(일본어: 綾南町)은 일본 가가와현 가가와현의 거의 중앙에 위치하고 있던 정이다.  2006년 3월 21일에 아야카미정과 합병해 아야카와정이 되었다.
마을 내에는 60여 기의 고분과 추정 200기 이상의 가마터가 있다.또한 헤이안 시대 사누키 국의 국사였던 스가와라 미치마유카리의 타키미야 덴만궁에서는 타키미야 염불춤이 유명하다.동네 신사에서는 전국적으로도 희귀한 부자 사자춤이 봉납되고 있다.

## 역사
- 1954년 4월 1일 - 쇼와촌, 스에촌, 다키노미야촌, 하유카촌이 합병해 료난정이 성립하였다.
- 2006년 3월 21일 - 아야카미정과 신설합병해, 아야카와정이 성립하였다, 동일 료난정은 폐지되었다.

## 인구
인구 19,686 남 9,577 여 10,109 가구 6,533 (2004년 8월 1일 기준)

## 교통

### 철도
- 다카마쓰코토히라 전기 철도 고토히라 선

### 도로
- 국도 제32호선
- 국도 제377호선 (일본)(일본어판)

## 참고 문헌
- 角川日本地名大辞典編纂委員会, 『角川日本地名大辞典 43 香川県』, 1985, 角川書店